# Kanton Saint-Denis-2 (Seine-Saint-Denis)
Kanton Saint-Denis-2 is een kanton van het Franse departement Seine-Saint-Denis. Het kanton werd gevormd bij toepassing van het decreet van 21 februari 2014, met uitwerking op 22 maart 2015, en maakt deel uit van het arrondissement Saint-Denis.

## Gemeenten
Het kanton Saint-Denis-2 omvat de volgende gemeenten
- Saint-Denis (deels)
- Stains